# Kevin Briggs (policier)
Pour les articles homonymes, voir Kevin Briggs et Briggs.
Kevin Briggs, surnommé le « Gardien du pont du Golden Gate » (en anglais : Guardian of the Golden Gate Bridge), né dans les années 1960, est un policier américain, sergent dans la California Highway Patrol.
Il est connu pour avoir lors de ses patrouilles, depuis 1994, empêché plus de deux cents personnes de sauter du pont du Golden Gate dans la baie de San Francisco — un lieu connu pour ses suicides.
À sa retraite de la California Highway Patrol, Briggs a annoncé qu'il s'engagerait dans la prévention du suicide.